# Barilovics vára
Barilovics vára (horvátul: Stari grad Barilović), várrom Horvátországban, a Károlyváros közelében fekvő Barilović település határában. 

## Fekvése
Barilović szabálytalan négyszög alaprajzú vára a falutól délre, a Korana folyó bal partja fölé emelkedő sziklaszirten áll.

## Története
A település várának egykori urairól a Barilovich családról kapta a nevét. A vár a Korana folyó völgyében a Krajinát a Kulpa völgyével összekötő ősi utat ellenőrizte. Pontos építési ideje nem ismert. 1453-ban Barilovich Györgyöt, Andrást és Pétert Cillei Frigyes horvát bán utasítására vezették be a vár és uradalma birtokába és egészen a 17. század elejéig e család tulajdona maradt. 1524-ben a török megostromolta, felgyújtotta és kifosztotta. 1549 és 1567 között a vár birtokviszály tárgya volt egyik részről Barilovics Kristóf és Maksa, másik részről Barilovics Miklós és Gáspár között. Közben 1564-ben Frangepán István katonával elfoglalta a várat, Barilovich Gáspár anyját és lánytestvérét fogságba ejtette, a vár kapitányát pedig kivégeztette. Ezért később őt az ítélőszék fej és jószágvesztésre ítélte, az ítéletet azonban sohasem hajtották végre. Végül a viszály a két fél egyezségével végződött, mely szerint Frangepán István tizenkétezer forint kártérítést fizetett Barilovich Gáspárnak. Végül II. Miksa király megerősítette Barilovich Gáspárt és Jánost birtokjogaikban. 1578-ban Barilovich Gáspár erőszakoskodásai miatt viszály támadt közte és a károlyvárosi helyőrség között. 1584-ben a károlyvárosi várparancsnok azt kérelmezte a grazi haditanácstól, hogy Barilović várát rendeljék az ő parancsnoksága alá, különben a várat leromboltatja. Ezt követően a határőrvidék közigazgatása lefoglalta a várat és annak ellenére sem adta vissza, hogy 1603-ban a király támogatásával a horvát szábor visszaadásáról határozott . A Barilovichok az Ozaly melletti birtokaikra távoztak, ahol a család utolsó tagja Barilovich Gáspár 1672-ben halt meg. Javait Znika Kristóf felesége Barilovich Krisztina örökölte. A károlyvárosi katonai parancsnokság 1690-ben nyolcvan fős helyőrséget helyezett el a várban, majd 1749-től a szluini határőrezred nyolcadik zászlóalja állomásozott itt. 1775-ben itt helyezték el az ezred törzsét is. A határőrvidék felszámolása után, itt helyezték el a járási hatóság székhelyét, majd 1875-től a várban kapott helyet a körzeti bíróság és a népiskola is. A járási székhelyet 1876-ban, Barilovićból a Károlyvároshoz közeli Rakovacba költöztették át. A vár a második világháború alatt egy tűzben teljesen kiégett. Jelenleg a várban a községi hivatal található.

## A vár mai állapota
Legrégibb részei a 15. században épültek, épületein még látszanak az 1524-es török pusztítás nyomai. A várat a katonai határőrvidék kialakítását követően bővítették. Harmadik építési fázisát a 20. századi átalakítások képezik. A teljesen épen maradt várat 1945-ben tűzvész pusztította el, csak a csupasz falai maradtak. A háború után nem állították helyre, évtizedekig sorsára hagyták. A régészeti kutatás és az állagmegóvási munkák 2002-ben kezdődtek, melyek során sok cserépmaradvány, kályhacsempe, üveg, kovácsoltvas és egyéb leletek kerültek elő. Helyreállították a kaputornyot, az északkeleti saroktornyot és a környező falakat.